# Massalavés
Massalavés és un municipi del País Valencià situat a la comarca de la Ribera Alta. Limita amb Alberic, Alzira, l'Alcúdia, Benimodo i Guadassuar.

## Geografia
Situat entre el riu dels Ullals o Verd i la Séquia Reial del Xúquer. La superfície és plana, formada per sediments quaternaris, i a una altitud mitjana de 30 msnm, sense cap accident geogràfic digne de destacar. El poble està emplaçat damunt d'un pujol des que la qual es pot albirar Alzira i fins i tot part de la muntanya de Cullera i també si el dia és clar s'observa el castell de Xàtiva.
El riu Verd, que travessa el terme, acull una reserva del samaruc i alberga també una espècie endèmica de caragol, amenaçat per la contaminació.

## Història
Alqueria musulmana que fou donada a Pere del Milà el 1294; passà als Vilaragut, que la van vendre el 1462 a Joan Fernàndez d'Herèdia; el 1520 va adquirir-la Violant Exarch del Milà; el 1537 Carles I li va concedir el títol de vila; fou senyoriu dels marquesos d'Albaida i dels ducs de Montellano i Arcos; segons Cavanilles, el 1795 produïa arròs, seda, dacsa, ordi i hortalisses; lloc de moriscs, el 1510 tenia 60 cases i el 1609, segons el Cens de Caracena, 75. Despoblat a conseqüència de l'expulsió, el 1633 tan sols tenia 33 cases.

## Demografia
| 1990  | 1992  | 1994  | 1996  | 1998  | 2000  | 2002  | 2004  | 2006  | 2007  |
| ----- | ----- | ----- | ----- | ----- | ----- | ----- | ----- | ----- | ----- |
| 1.539 | 1.490 | 1.495 | 1.480 | 1.470 | 1.464 | 1.597 | 1.535 | 1.629 | 1.652 |

## Economia
Fins fa ben poc l'economia de Massalavés estava sustentada per l'agricultura (a principis de segle de l'arròs i més tard del taronger), a més d'una poques indústries del moble. En l'actualitat l'obertura del polígon logístic ha donat un impuls al poble.
La proximitat amb la capital i les bones comunicacions ha afavorit que molts massalavesins treballen en l'horta de València.

## Política i Govern

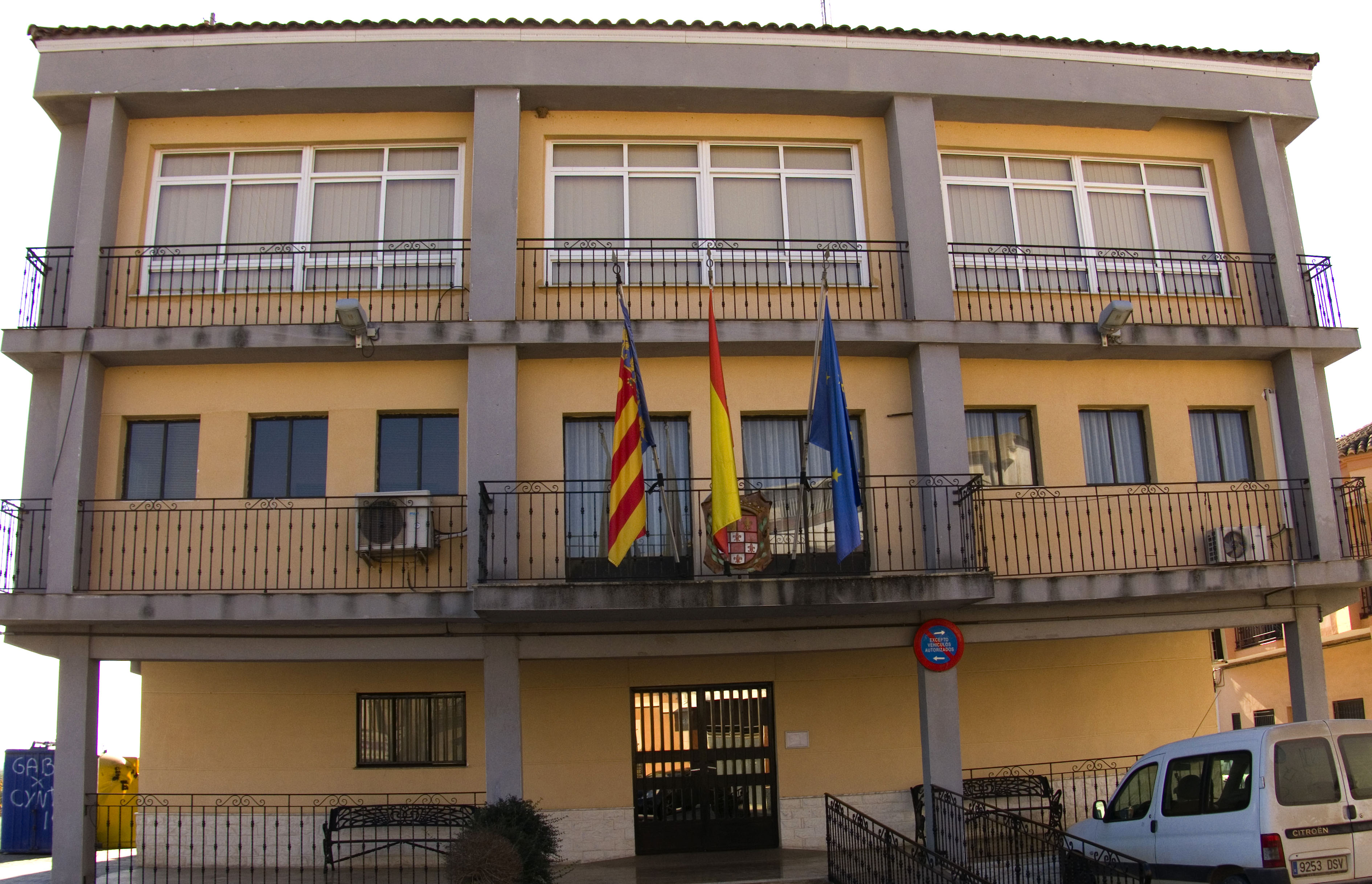
Ajuntament

### Composició de la Corporació Municipal
El Ple de l'Ajuntament està format per 9 regidors. En les eleccions municipals de 26 de maig de 2019 foren elegits 5 regidors del Partit Popular (PP), 3 del Partit Socialista del País Valencià (PSPV-PSOE) i 1 de Compromís per Massalavés (Compromís).

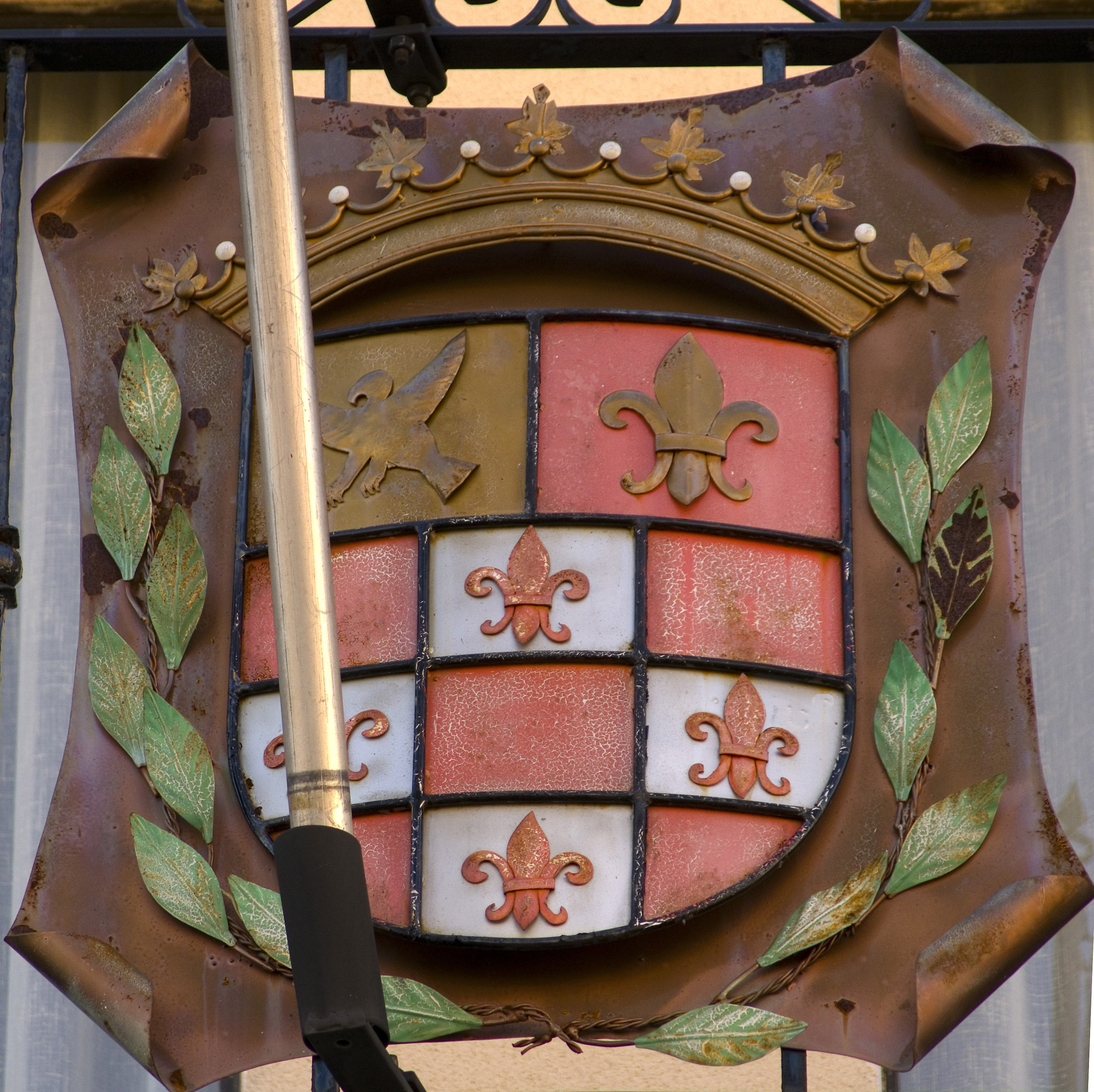
Escut

| Eleccions municipals de 26 de maig de 2019 - Massalavés                                                                       |                                          |                                     |                                          |        |          |          |
| Candidatura | Candidatura                              | Candidatura                         | Cap de llista                            | Vots   | Vots     | Regidors |
| | Partit Popular                           |                                     | Purificación Margarita Noguera Hernández | 522    | 53,98%   | 5 ()     |
| | Partit Socialista del País Valencià-PSOE |                                     | Enrique Beneito Torró                    | 324    | 33,51%   | 3 ()     |
| | Compromís per Massalavés                 |                                     | Alfredo Benito Llorens i Pastor          | 116    | 12,00%   | 1 ()     |
| | Vots en blanc                            |                                     |                                          | 5      | 0,52%    |          |
| Total vots vàlids i regidors                                                                                                  | Total vots vàlids i regidors             | Total vots vàlids i regidors        | Total vots vàlids i regidors             | 967    | 100 %    | 9        |
| | Vots nuls                                | Vots nuls                           | Vots nuls                                | 32     | 3,20%    |          |
| Participació (vots vàlids més nuls)                                                                                           | Participació (vots vàlids més nuls)      | Participació (vots vàlids més nuls) | Participació (vots vàlids més nuls)      | 999    | 83,95%** |          |
| Abstenció | Abstenció                                | Abstenció                           | Abstenció                                | 191*   | 16,05%** |          |
| Total cens electoral | Total cens electoral                     | Total cens electoral                | Total cens electoral                     | 1.190* | 100 %**  |          |
| Alcaldessa: Puri Noguera Hernández (PP) (15/06/2019)                                                                          |                                          |                                     |                                          |        |          |          |
| Fonts: JEC, JEZ Alzira, M. Interior, Periòdic Ara. (* No són vots sinó electors. ** Percentatge respecte del cens electoral.) |                                          |                                     |                                          |        |          |          |

### Alcaldes
Des de 2019 l'alcaldessa de Massalavés és Purificación Noguera Hernández (PP).
| Període                       | Alcalde o alcaldessa           | Partit polític | Data de possessió | Observacions |
| ----------------------------- | ------------------------------ | -------------- | ----------------- | ------------ |
| 1979–1983                     | Jesús Domínguez Bañuls         | PSPV-PSOE      | 19/04/1979        | --           |
| 1983–1987                     | Jesús Domínguez Bañuls         | PSPV-PSOE      | 28/05/1983        | --           |
| 1987–1991                     | Alfonso Mateu Perales          | AP             | 30/06/1987        | --           |
| 1991–1995                     | Vicente Villalba Huerta        | PP             | 15/06/1991        | --           |
| 1995–1999                     | Vicente Villalba Huerta        | PP             | 17/06/1995        | --           |
| 1999–2003                     | Vicente Villalba Huerta        | PP             | 03/07/1999        | --           |
| 2003–2007                     | Vicente Villalba Huerta        | PP             | 14/06/2003        | --           |
| 2007–2011                     | Enrique Doménech Sanz          | PSPV-PSOE      | 16/06/2007        | --           |
| 2011–2015                     | Gregorio Andreu Escrihuela     | PP             | 11/06/2011        | --           |
| 2015–2019                     | Gregorio Andreu Escrihuela     | PP             | 13/06/2015        | --           |
| 2019-2023                     | Purificación Noguera Hernández | PP             | 15/06/2019        | --           |
| Des de 2023                   | n/d                            | n/d            | 17/06/2023        | --           |
| Fonts: Generalitat Valenciana |                                |                |                   |              |

## Monuments
L'Església de Sant Miquel va pertànyer eclesiàsticament a Alzira, de la qual es va desmembrar en 1534 per a ser erigida en rectoria de moriscs. El temple va començar a construir-se en el segle xii, en substitució de l'antiga mesquita, sent el primer lloc de moriscs de la diòcesi que es va portar a terme tal canvi. Amb més de 800 anys d'antiguitat, mostra un estil gòtic tardà. El retaule contenia una imatge de Crist suposadament miraculosa que per desgràcia va ser destruïda durant la Guerra Civil espanyola quedant solament unes poques restes. L'església de Massalavés és considerada església de Roma sent l'única fora de la capital italiana que ostenta eixe títol. Segons sembla, li va ser concedit quan el senyoriu pertanyia als Milà que eren parents dels papes de la família Borja.
També es poden observar les restes de la Porta de Castell en el que abans era l'antic Ajuntament. Hi destaquen també la Torre dels Milà i el llavador.

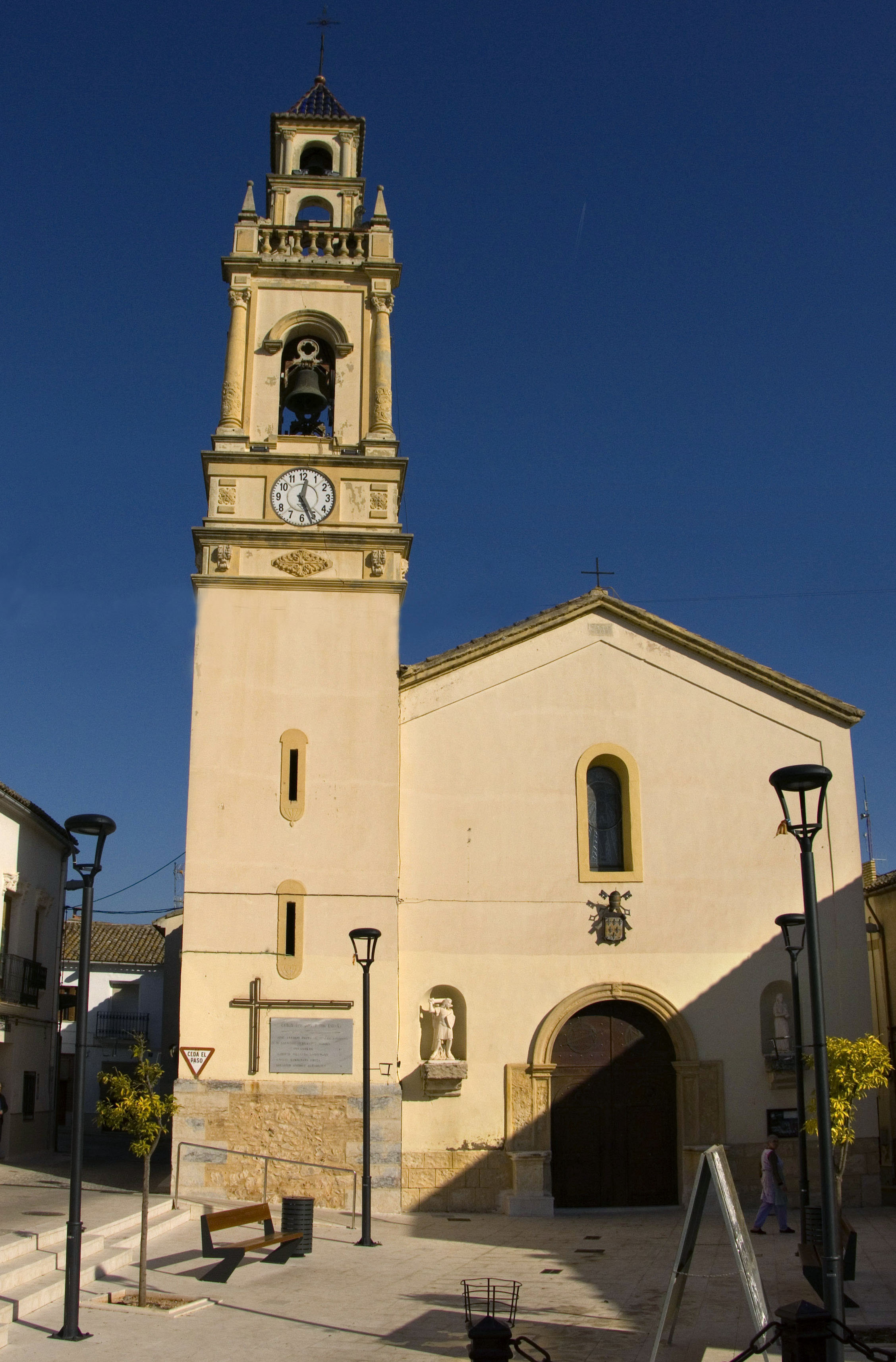
Església
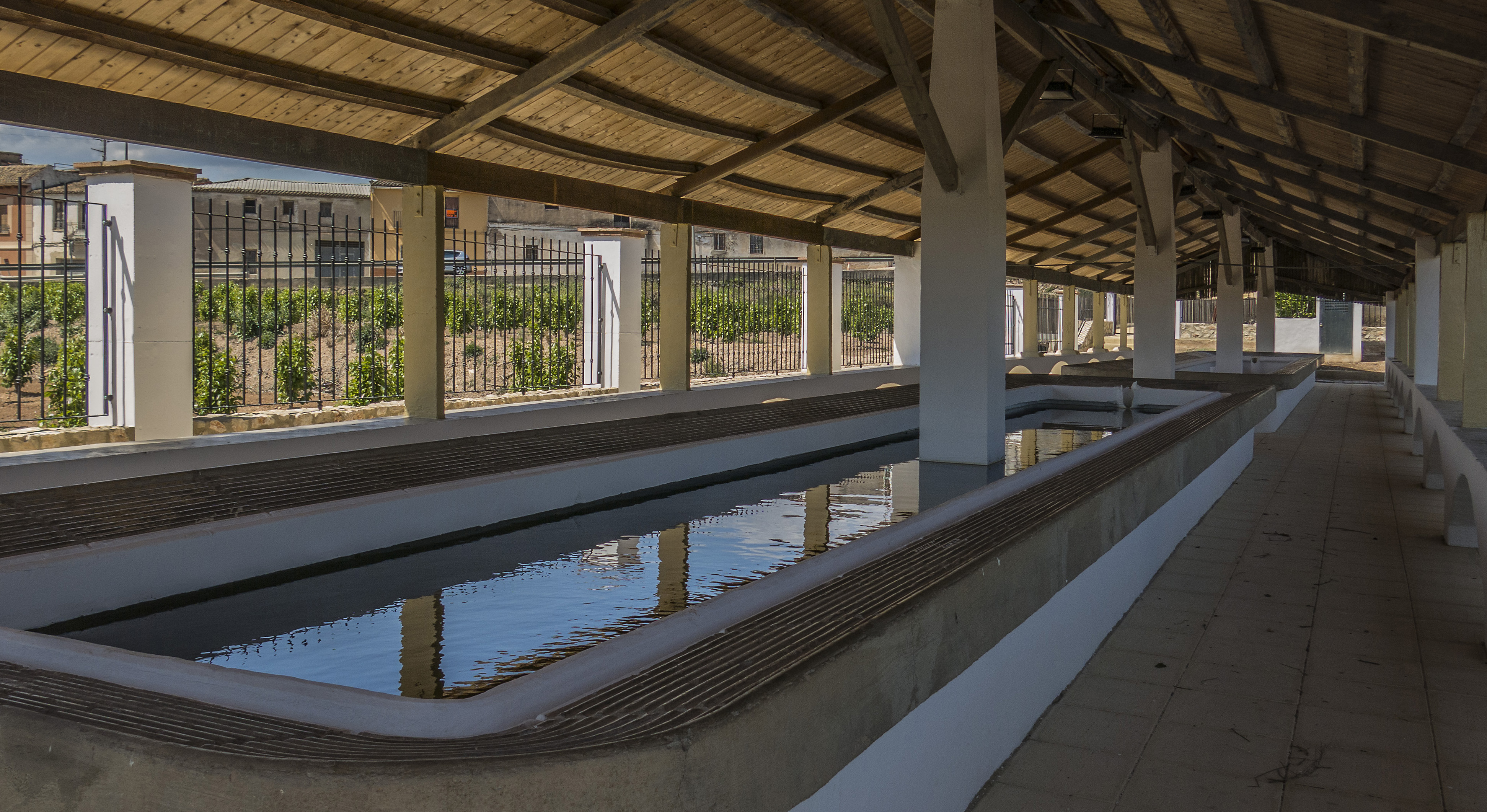
Llavador
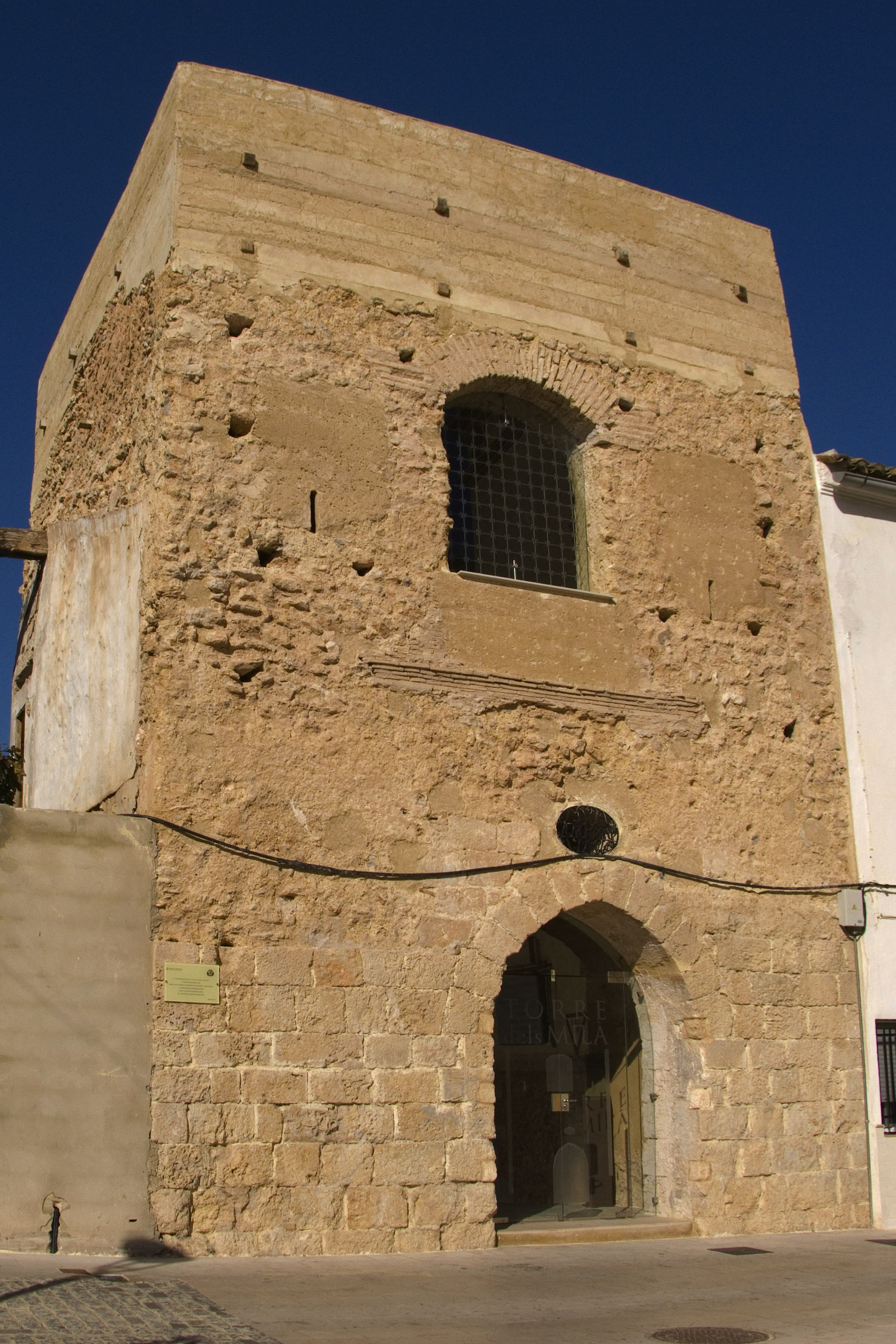
Torre dels Milà

## Festes
El 23 i 24 d'agost són les Festes patronals en honor del Santíssim Crist de Massalavés (patró de la vila), Sant Miquel i Santa Maria Magdalena.

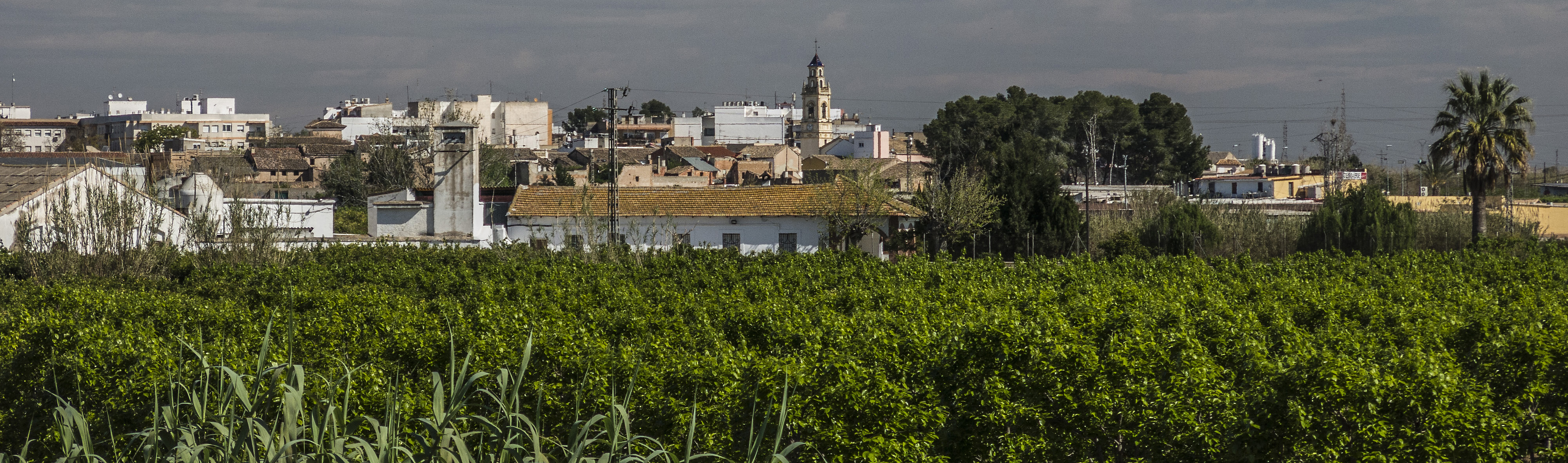
Vista panoràmica de Massalavés